# Казинформ
«Казинформ» — казахстанское международное информационное агентство, расположенное в Астане.

## История
13 августа 1920 года образовано первое казахское новостное агентство как Оренбургско-Тургайское отделение РОСТА.
1925 год — переименовано в КазРОСТ.
1937 год — передано Совету народных комиссаров Казахской ССР под названием КазТАГ.
1992 год — КазТАГ был преобразован из Информационного агентства при Совете Министров в Казахское государственное информационное агентство с прежним названием.
1997 год. 10 сентября Указом Президента Республики Казахстан за № 3629 «О Казахском государственном информационном агентстве (КазТАГ)» КазТАГ был упразднён. 30 октября постановлением правительства было создано Республиканское казённое предприятие «Казахское информационное агентство» (КИА), позднее переименованное в «Қазақ ақпарат агенттігі» (ҚазААГ).
2002 год. 8 ноября в соответствии с постановлением Правительства Республики Казахстан за № 1186 на базе ҚазААГ образована "Национальная компания «Казахское информационное агентство» — АО "НК «Казинформ».
2004 год — начало использоваться параллельное название агентства на казахском языке «ҚазАқпарат» (KazAkparat).
2008 год — согласно Постановлению Правительства Республики Казахстан от 3 июля 2008 года № 668 АО "Национальная компания «Казахское информационное агентство» вошло в состав АО "Национальный информационный холдинг «Арна Медиа».
2010 год — постановлением правительства РК от 5 мая 2010 года № 378 АО "Национальный информационный холдинг «Арна Медиа» был ликвидирован, а компании входящие в холдинг, в том числе «Казинформ», переданы в подчинение Министерству связи и информации РК.
2012 год — Министерство связи и информации Казахстана было расформировано и постановлением Правительства Республики Казахстан от 1 августа 2011 года № 887 акционерное общество "Национальная компания «Казахское информационное агентство» реорганизовано путём присоединения его к акционерному обществу «Республиканская телерадиокорпорация Казахстан».
2013 год — агентство реорганизовано как Товарищество с ограниченной ответственностью "Международное информационное агентство «Казинформ».
2019 год — постановлением правительства РК от 27 августа 2019 года № 631 «О некоторых вопросах государственной собственности» ТОО "Международное агентство «Казинформ» реорганизовано в Акционерное общество "Международное агентство «Казинформ» с присоединением к нему АО «Казконтент».
2022 год — АО "Международное информационное агентство «Казинформ» было реорганизовано путем присоединения к Некоммерческому акционерному обществу «Телерадиокомплекс Президента Республики Казахстан».
С 2023 года — МИА "Международное информационное агентство «Казинформ» состоит в составе РГП на ПХВ «Телерадиокомплекс Президента Республики Казахстан» Управления делами президента Республики Казахстан.

## Руководители
КазТАГ
1. Вятич-Кириллов, Аркадий Иванович (1937—1938) (репрессирован, расстрелян в 1938 г.)
2. Нефёдов, Константин (1939—1940)
3. Алтайбаев, Жусип Алтайбаевич (1953—1958)
4. Усебаев Кенесбай Усебаевич (1959—1960)
5. Шарипов, Касым Шарипович (1961—1974)
6. Казыбаев, Какимжан Казыбаевич (1977—1982)
7. Исмагулов, Жумагали (1982—1987)
8. Ахметалимов, Амангельды Ахметалимович (1987—1997)

КИА/КазААГ
1. Аренов, Мурат Майханович (1997—2002)

Казинформ/ҚазАқпарат
1. Шалахметов, Гадильбек Минажевич (2003—2004)
2. Омаров, Жанай Сейтжанович (2004—2006)
3. Дияров, Даурен Кенесович (2007—2016)
4. Тулегенова, Асель Дулатовна (2016—2017)
5. Умаров, Аскар Куанышевич (2017—2021)
6. Наширали, Елдос Бигельдиулы (2021—2022)

РГП на ПХП «Телерадиокомплекс Президента РК» УДП РК
1. Директор Кажибаева Раушан Жанабергеновна (с 1 апреля 2022)

## Основные виды деятельности
ИА МИА «Казинформ» осуществляет следующие основные виды деятельности:
1. осуществление информационно-публицистической работы в рамках сопровождения государственной политики Республики Казахстан, в том числе по сети интернет, путем оперативного распространения информации, касающейся политической, экономической и культурной жизни страны, а также формирование положительного международного имиджа Республики Казахстан в мировом сообществе;
2. оказание консультаций в рамках определения оптимальных методов принятия решений в области инновационных технологий;
3. организацию и проведение Интернет-конференций, брифингов, пресс-мероприятий и других мероприятий экспертного сопровождения в средствах массовой информации;
4. оказание услуг по предоставлению (продаже) рекламного места в сети интернет;
5. алгоритмизация порталов и веб-проектов с использованием систем управления базами данных;
6. информационное управление, содержание и поддержка государственных электронных информационных порталов в сети интернет;
7. оказание услуг по размещению и переработке данных с учётом использования инновационных средств обработки информации в сети интернет.

## Информационный ресурс
Основной информационный ресурс "МИА «Казинформ»:
- inform.kz — главный многоязычный новостной портал;

## Международное сотрудничество
МИА «Казинформ» является членом Международной организации тюркской культуры (TÜRKSOY), Организации информационных агентств тюркоязычных стран (TKA), Всемирной ассоциации русской прессы (WARP), Ассоциации национальных информационных агентств СНГ (АНИА), Информационной сети «Один пояс, один путь» (BRNN), Организации информационных агентств стран Азии и Тихого океана (OANA), Всемирной газетной ассоциации (WAN).
МИА «Казинформ» подписал меморандумы о сотрудничестве с более чем 50-ти информационными агентствами по всему миру:
ТАСС (Россия), ИРНА (Иран), ANSA (Италия), YONHAP (Республика Корея), МОНЦАМЭ (Монголия), Анадолу (Турция), Kyodo (Япония), MTI/DUNA (Венгрия), УзА (Узбекистан), FENA (Босния и Герцеговина), AZƏRTAC (Азербайджан), TREND (Азербайджан), Арменпресс (Армения), БелТА (Беларусь), MENA (Египет), Синьхуа (Китай), ХОВАР (Таджикистан), КАБАР (Кыргызская Республика), Татар-информ (Республика Татарстан, РФ), Башинформ (Башкортостан, РФ), TASR (Словацкая Республика).

## Награды
- Благодарность Президента Республики Казахстан в области средств массовой информации (26 июня 2020 года) — за особый вклад в информационное освещение общественно-политической, социально-экономической и культурно-гуманитарной сфер[1].
- Почётная грамота Правительства Российской Федерации (14 мая 2014 года) — за большой вклад в сохранение русского языка и культуры, а также в дело консолидации соотечественников за рубежом[2].